# فريديراتور ستوديوز
فريديراتور ستوديوز (بالإنجليزية: Frederator Studios)‏ هو استديو رسوم متحركة أمريكي مستقل أسسه فريد سيبرت عام 1997، وأطلق الإستديو أول مسلسلاته في 1998. يركز الإستديو في المقام الأول على الفنانين الذين يكتبون مسلسلاتهم وأفلامهم الخاصة بهم. للإستديو مقرات في كل من مدينة نيويورك وفي بربانك في كاليفورنيا.